# UGM-73 포세이돈
UGM-73 포세이돈은 미국의 두번째 SLBM이다. 1972년 UGM-27C 폴라리스 A-3을 이었다. 1979년 UGM-96A 트라이던트 I, 1990년 UGM-133A 트라이던트 II로 대체되었다.

## 역사
처음에는 폴라리스 B-3라고 불렸으나, 나중에 UGM-73A 포세이돈 C-3라고 이름을 바꾸었다.
UGM-27C 폴라리스 A-3가 무게 16.2톤, 2단 고체로켓, 무게 117 kg, 폭발력 200 kt인 W58 핵탄두 3발을 탑재했는데, 포세이돈 C3는 무게 29.2톤, 2단 고체로켓으로, 무게 166 kg, 폭발력 40 kt인 W68 핵탄두 14발을 탑재했다. 무게가 2배 가까이 늘어났으며, 더 많은 핵탄두를, 더 정확한 CEP 오차를 갖게끔 개선되었다.
W68 핵탄두 10발 탑재시 사거리 5900 km, W68 핵탄두 14발 탑재시 사거리 4600 km이다.
고체연료 보일러에서 고압의 스팀을 분출하여 잠수함에서 포세이돈 미사일을 발사하면, 잠수함의 10 m 위에서 자동으로 메인 로켓 모터가 점화된다.
1968년 8월 16일 17000톤급 수상함인 USNS Observation Island (T-AGM-23)에서 시험발사를 하였다. 1970년 8월 3일 핵잠수함 USS James Madison (SSBN-627)에서 시험발사에 성공했다. 1971년 3월 31일 실전배치되었다. 라파예트급 잠수함, 제임스 매디슨급 잠수함, 벤저민 프랭클린급 잠수함의 31척에 배치되었다.

## 같이 보기
- 미사일 목록